# 소피야 파니나

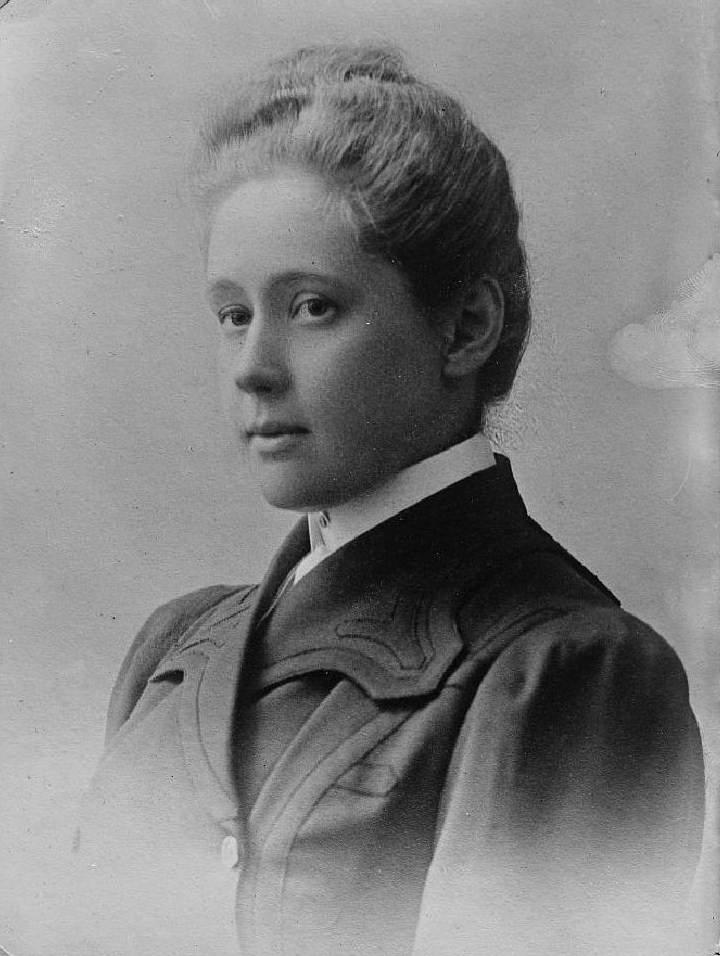
소피야 파니나

소피야 블라디미로브나 파니나(러시아어: Со́фья Влади́мировна Па́нина, 1871년 8월 23일 러시아 제국 모스크바 ~ 1956년 6월 13일 미국 뉴욕)는 러시아의 정치인이다.
러시아 제국 시대에는 입헌민주당 당원으로 활동했으며 백작 부인 작위를 받았다. 러시아 2월 혁명과 함께 수립된 러시아 임시 정부에서는 복지부 차관, 교육부 차관을 역임했지만 볼셰비키가 주도한 재판에 회부된 이후에는 유럽과 미국에서 망명 생활을 했다.